# Mount Eisenhower

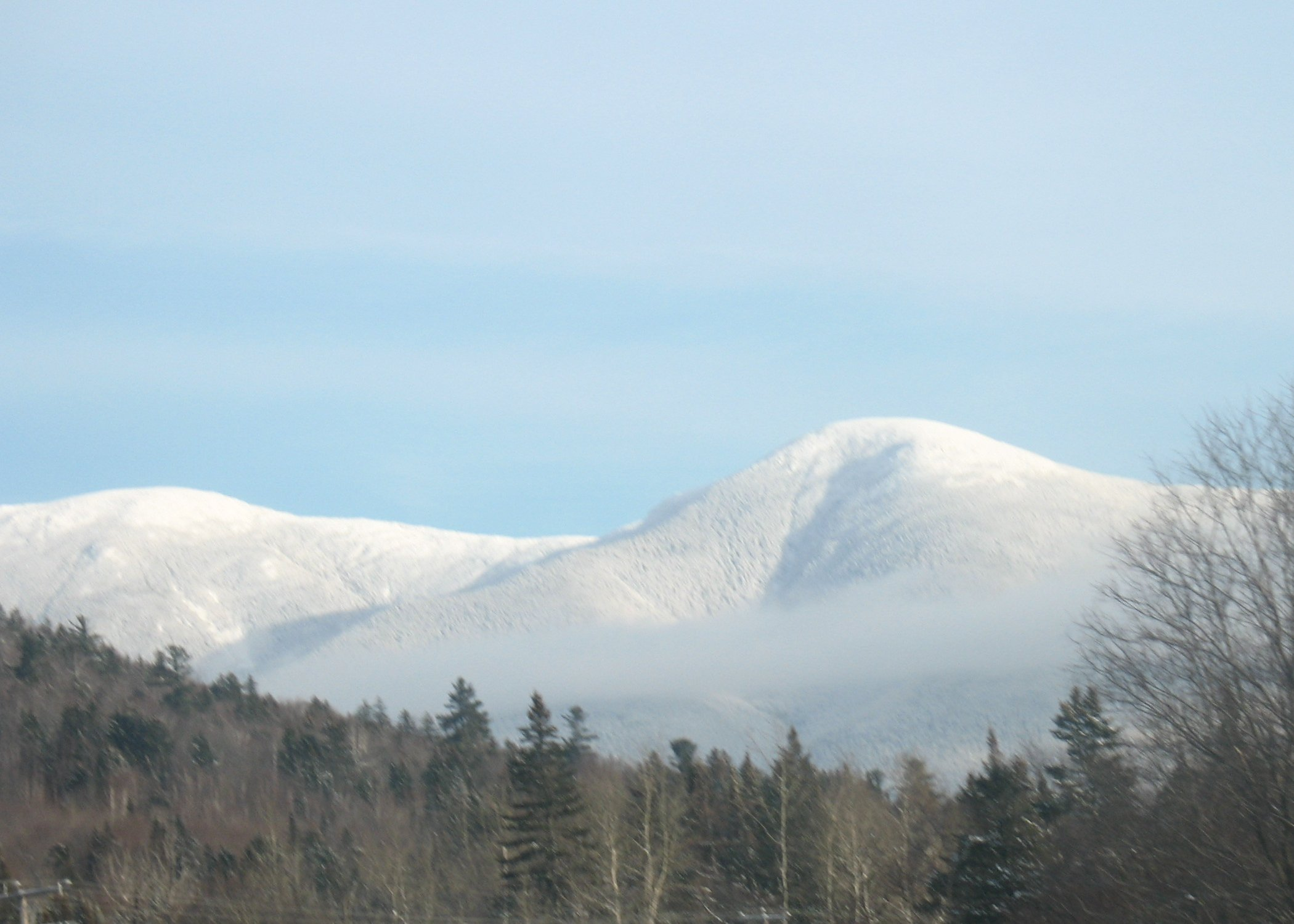
Mount Eisenhower

Mount Eisenhower (voorheen Mount Pleasant) is met 1.457 meter onderdeel van het Presidential Range gebergte in New Hampshire. De berg is vernoemd naar de Amerikaanse president Dwight D. Eisenhower.
Mount Eisenhower is alleen te voet bereikbaar. Er leiden geen wegen naartoe.